# Seilwandern
Als Seilwandern bezeichnet man in der Schachtfördertechnik einen Vorgang, bei dem sich das Förderseil bei zweitrümiger Förderung aufgrund der unterschiedlichen Gewichte des niedergehenden und hochkommenden Förderkorbes auf dem Seilträger bewegt. Seilwandern tritt bei allen Treibscheibenförderungen auf. Besonders macht sich dieser Vorgang bei Schächten mit großen Teufen bemerkbar.

## Der Vorgang
Bei sämtlichen Schachtförderanlagen mit Treibscheibe kommt es während des Treibens zu einem geringen Verlaufen des Förderseiles. Grund hierfür sind die unterschiedlichen Belastungsverhältnisse in den beiden Seiltrumen. Das hochgehende Fördergefäß ist in der Regel schwerer als das niedergehende Fördergefäß. Dadurch wird der hochgehende Seilabschnitt stärker belastet als der niedergehende. Dies wiederum hat zur Folge, dass der auf die Treibscheibe auflaufende Seilabschnitt stärker gedehnt wird als der ablaufende Seilabschnitt. Beim Lauf über die Treibscheibe kriecht das Förderseil wieder zusammen. Dadurch wird das Förderseil, ohne zu rutschen, kontinuierlich in Richtung des stärker belasteten Fördergefäßes verschoben. Da die Belastung der Seiltrume bei jedem Förderzug wechselt, gleicht sich das Seilwandern in der Regel aus. Geringes Seilwandern wirkt sich nicht als störend auf den Betrieb der Förderanlage aus. Aufgrund von Belastungsunterschieden der Seiltrume, die auf jeder Schicht vorkommen können, kommt es jedoch zu einem größeren Verlaufen des Förderseiles. Dadurch macht sich das Seilwandern auch stärker bemerkbar.